# Trockenrasen Groß Pinnow
Trockenrasen Groß Pinnow este o arie protejată (arie specială de conservare — SAC, sit de importanță comunitară — SCI) din Germania întinsă pe o suprafață de 6,81 ha, integral pe uscat.

## Localizare
Centrul sitului Trockenrasen Groß Pinnow este situat la coordonatele 53°11′10″N 14°17′26″E / 53.1861°N 14.2906°E.

## Înființare
Situl Trockenrasen Groß Pinnow a fost declarat sit de importanță comunitară în martie 2004 pentru a proteja un număr necunoscut de specii din flora spontană și fauna sălbatică aflate în arealul zonei. Situl a fost protejat și ca arie specială de conservare în februarie 1997.

## Biodiversitate
Situată în ecoregiunea continentală, aria protejată conține 1 habitat natural: Pajiști stepice subpanonice.
La baza desemnării sitului se află un număr nedeclarat de specii protejate.